# Joke Smit

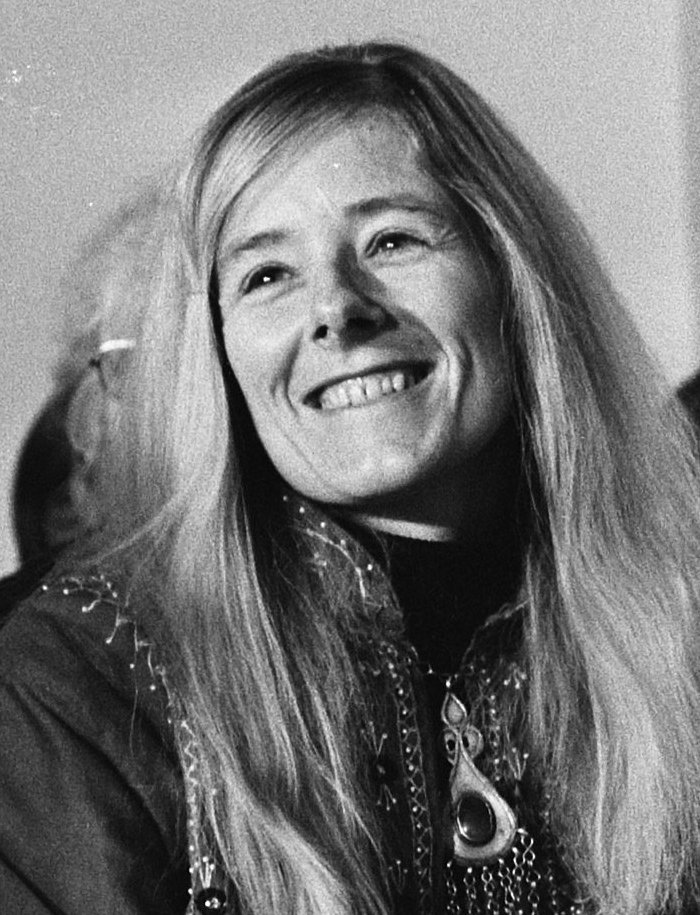
Joke Smit im Jahr 1974

Johanna Elisabeth „Joke“ Smit (* 27. August 1933 in Utrecht; † 19. September 1981 in Amsterdam) war eine niederländische Frauenrechtlerin und Politikerin. Der von ihr verfasste Artikel Het onbehagen bij de vrouw, der 1967 in der Literaturzeitschrift De Gids erschien, gilt als einer der Auslöser der „Zweiten Welle“ des Feminismus in den Niederlanden der 1960er- und 1970er-Jahre.

## Biografie

### Privater Hintergrund
Joke Smit wurde 1933 als ältestes von sechs Kindern eines calvinistisch geprägten Lehrerehepaars aus Utrecht geboren. Während des Zweiten Weltkriegs waren beide Eltern im niederländischen Widerstand aktiv. Nach dem Krieg besuchte Smit ein christliches Gymnasium, legte den christlichen Glauben allerdings bereits im Alter von 16 Jahren ab. In dieser Zeit wurden ihre politischen und philosophischen Ansichten maßgeblich durch den in den 1950er-Jahren aufkommenden französischen Existentialismus geprägt. Nach ihrem Schulabschluss studierte Smit an der Universität von Amsterdam Französische Sprache und Literaturwissenschaft. An der Universität lernte sie auch ihren späteren Ehemann Constant Kool kennen, mit dem sie ab 1956 eine offene Ehe führte und – sehr ungewöhnlich für die damalige Zeit – einen Ehevertrag schloss. Für die Zeit ihrer Ehe nahm sie den Doppelnamen Kool-Smit an. Gemeinsam mit Kool zog Smit zwei Kinder groß, wobei die tatsächliche Vaterschaft ihres zweiten Kindes ungeklärt blieb. Die Beziehung zu Kool hielt bis 1974, wurde jedoch nie offiziell geschieden. Dennoch legte sie in diesem Jahr ihren Doppelnamen ab. Nach dem Abschluss ihres Studiums war Smit zunächst einige Zeit als Französischlehrerin tätig.

### Frauenrechtlerin
1962 ging Smit für ein Jahr nach Paris, wo sie als Auslandskorrespondentin für mehrere niederländische Zeitschriften, darunter Het Parool und das NRC Handelsblad, tätig war. Als Frauenrechtlerin trat sie erstmals 1967 als Referentin für das Nederlands Instituut voor Volksontwikkeling en Natuurvriendenwerk in Erscheinung. Hierbei sprach sie Themen wie die Benachteiligung auf dem Arbeitsmarkt und mangelnde Bildungschancen für Frauen an. Des Weiteren forderte sie das Recht auf Abtreibung für jede Frau, was 1967 noch ein Tabuthema war. Durch diese Lesung kam sie in Kontakt mit der feministischen Politikerin Hedy d’Ancona, die sie der Zeitschrift De Gids als Autorin für einen Beitrag zum Thema „Unbehagen in der heutigen Zeit“ empfahl. Inspiriert durch das 1948 erschienene philosophische Werk Das andere Geschlecht von Simone de Beauvoir stellte sie in diesem Artikel mit dem Titel Het onbehagen bij de vrouw (deutsch: „Das Unbehagen der Frau“) die teils widersprüchliche Lage der Frauen im Alltag Ende der 1960er-Jahre dar: Smit führte aus, dass sich Frauen durch die Antibabypille zwar nunmehr größere sexuelle Freiheiten böten, sie diese nach dem Willen der Gesellschaft jedoch vorrangig dazu nutzen sollten, sich ihren Männern „zur Verfügung“ zu stellen. Des Weiteren wies sie darauf hin, dass Frauen weiterhin allein für die Führung ihres Haushalts verantwortlich seien, selbst wenn sie parallel einer Erwerbstätigkeit nachgingen. Die allgemeine Situation und Stellung der Frau habe sich in den letzten 50 Jahren nicht wesentlich geändert, Hausfrauen seien nach wie vor „eine Herde staubsaugender Rindviecher“.
Die Thesen des Artikels fanden bei den niederländischen Frauen großen Anklang, weshalb Smit und d’Ancona die feministische Aktionsgruppe Man Vrouw Maatschappij (deutsch „Mann-Frau-Gesellschaft“, kurz MVM) gründeten, die sich unter Smits Vorsitz zunächst als Emanzipationsbewegung sowohl für die Rechte von Frauen als auch von Männern verstand. Die MVM konnte in ihrer Anfangszeit eine große Zahl neuer Mitglieder gewinnen und politisch durchaus Akzente setzen: So gelten etwa die Legalisierung der Abtreibung und die gesetzlich vorgeschriebene gleiche Entlohnung von Frauen und Männern als Erfolge der MVM. Durch das Hinzukommen neuer Mitglieder radikalisierte sich die Gruppe jedoch zunehmend, weshalb Smit den Vorsitz 1970 niederlegte und erklärte, sich nicht mehr völlig mit den Zielen der Gruppe identifizieren zu können. Im Anschluss wandte sie sich vorrangig der Politik zu. So trat sie der sozialdemokratischen Partij van de Arbeid bei und war zwischen 1970 und 1971 Mitglied des Gemeinderates der Stadt Amsterdam. Des Weiteren war sie ab 1971 auch als Redakteurin des wissenschaftlichen Parteiblatts Socialisme & Democratie tätig. Außerdem saß sie in mehreren Kommissionen und Beiräten, darunter dem Programmrat der Nederlandse Televisie Stichting und der 1974 durch die niederländische Regierung eingerichteten Emanzipationskommission, die sich mit Fragen der Gleichstellung der Frau befasste.

### Lebensende
Gegen Ende des Jahres 1980 wurde bei Smit eine unheilbare Form von Lungenkrebs diagnostiziert. Nach der Diagnose begann sie, ihre Memoiren auf einer Reihe von Kassetten aufzunehmen. Joke Smit starb am 19. September 1981 in Amsterdam. Ihr Grabstein trägt die Inschrift: „Zusters, weest moedig, scherpzinnig, eendrachtig“ (deutsch etwa: „Schwestern, seid mutig, scharfsinnig, einträchtig“).

## Auszeichnungen und Ehrungen

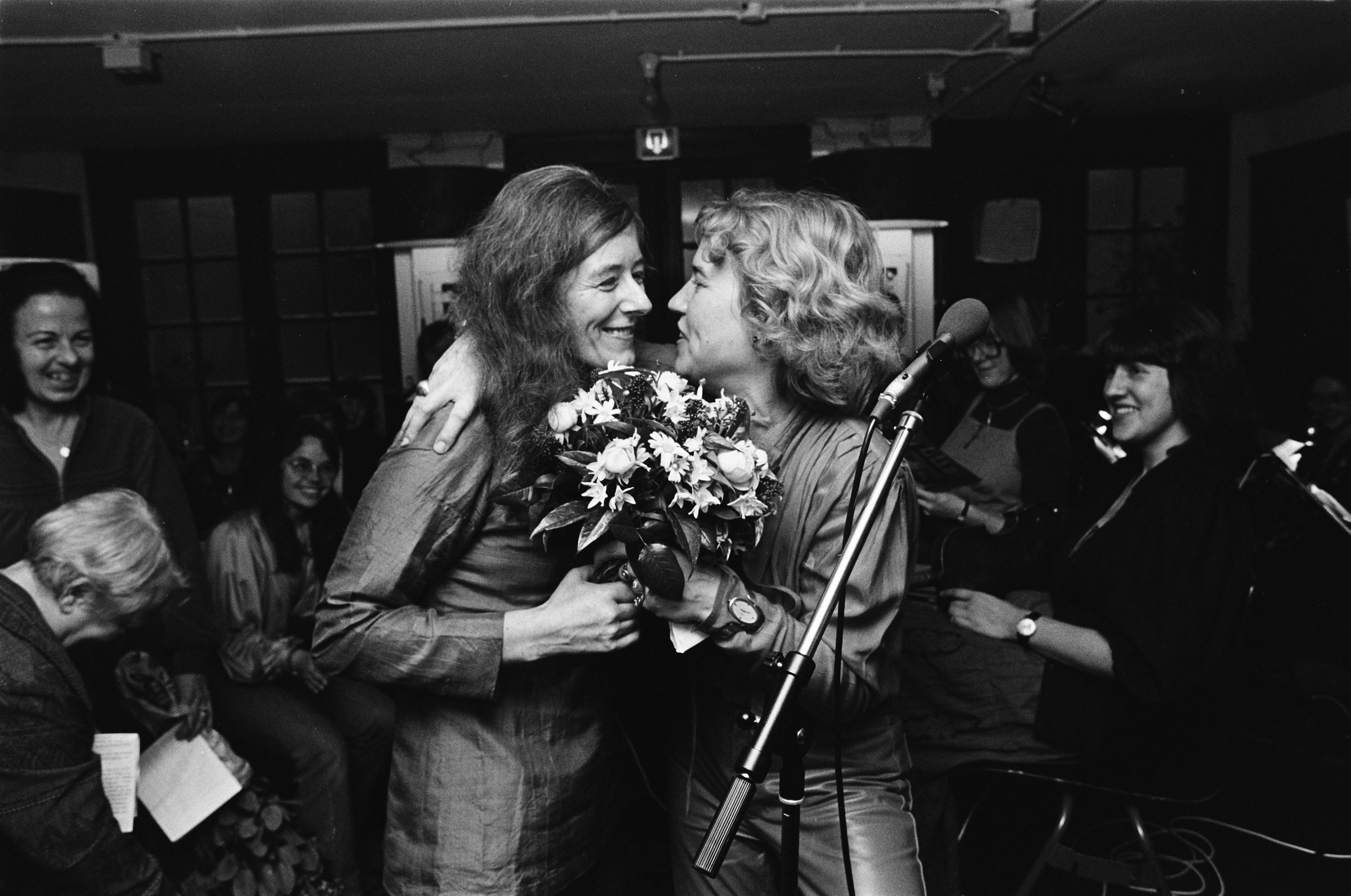
Joke Smit (links) erhält den Annie-Romein-Preis überreicht (30. November 1979)

Bereits zu Lebzeiten wurde Smits Engagement für die niederländische Frauenbewegung mit verschiedenen Preisen und Ehrungen anerkannt. So war sie beispielsweise im Jahr 1979 die erste Preisträgerin des Annie-Romein-Preises, den die feministische Zeitschrift Opzij an Personen vergibt, die sich in besonderer Weise um die Emanzipation der Frau verdient gemacht haben. In ihrer Dankesrede griff sie die Rolle der Frauen der „Ersten Welle“ des niederländischen Feminismus auf und legte unter anderem dar, dass die Frauen ihrer Meinung nach die Macht des Patriarchats unterschätzt hätten.
Nach ihrem Tod wurden in den Niederlanden unter anderem einige Straßen und Plätze nach Smit benannt. Des Weiteren vergibt das niederländische Bildungsministerium seit 1986 den Joke-Smit-Preis für Frauenemanzipation an jeweils zwei Preisträger. Zum einen wird hierbei eine Person für ihr Lebenswerk geehrt (dotiert mit 10.000 €), während zum anderen ein sogenannter „Ermutigungspreis“ (niederländisch Aanmoedigingsprijs) in Höhe von 1000 € vergeben wird. Der Träger des letztgenannten Preises wird jeweils durch eine öffentliche Umfrage bestimmt.

## Werke
Smit verfasste neben Het onbehagen bij de vrouw eine große Anzahl weiterer Artikel, die in drei Sammelbänden veröffentlicht wurden. Der letzte dieser Bände erschien erst 1984 und damit einige Jahre nach ihrem Tod:
- Joke Kool-Smit: Hé zus, ze houen ons eronder. Een boek voor vrouwen en oudere meisjes. A.W. Bruna, Utrecht/Antwerpen 1972, ISBN 978-90-229-1504-2.
- Joke Smit: De moeder van Marie kan méér. Gebundelde artikelen 1971–1975. A.W. Bruna, Utrecht/Antwerpen 1975, ISBN 978-90-229-1645-2.
- Joke Smit: Er is een land waar vrouwen willen wonen; teksten 1967–1981. Hrsg.: Jeroen de Wildt, Marijke Harberts. Feministische Uitgeverij Sara, Amsterdam 1984, ISBN 978-90-229-1645-2.